# 龚祥瑞
龚祥瑞（1911年7月3日—1996年9月3日），浙江宁波人，中华民国及中华人民共和国法学家。

## 生平
1911年7月3日，龔祥瑞出生於寧波。父親是小商人，賣蔬果和柴火給教會、偶爾彈棉花、給人掌厨。父母都是基督徒，由母親帶著進入慕義婦女學校啓蒙。1918年，入三一中學附屬小學。之後進入沙皮厰的四明中學附屬小學。1924年，畢業後入浸信會四明中學。隔年，五卅運動之後，受收回教育權運動的影響，改由中國人辦學。1926年，被姜伯喈招入演講隊，在寧波宣講北伐革命。濟南慘案之後，和同學排演抗日話劇。
1930年9月，被保送進入上海沪江大学生物学系，寄住在同學陳信友家中，同時接受樓邦彥家的資助。1932年秋，轉考入國立清華大學政治學系，受到沈乃正的影響，對行政的實際產生了興趣。
1935年8月，考上留美公費，錢端升是他的指導教員。一二九運動時已經離開清華，到南京實習。由錢介紹到行政院行政效率研究會工作，根據張銳的指導，調查行政院各部會的人事。
1936年，和樓邦彥、王鐵崖同船赴英国留学。入讀伦敦政治经济学院，师从哈罗德·拉斯基和艾沃·詹宁斯爵士，研究行政機關的内部民主。暑假到巴黎補習法語。1938年夏，通過學位考試後經拉斯基介紹到巴黎法学院比较法研究所讀行政法博士。結識翁獨健、高名凱。
1939年夏，赴德和樓邦彥同住，學習德文，不久經熱那亞回國。回到上海後，受錢端升推薦被國立西南联合大学聘為副教授，到昆明。主要在行政研究室工作，和陳體強、譚一元、呂恩萊、郭登皞共事。1940年，轉至舒永分校任教，結識張匯文、吳晗、滕茂桐。暑假，與方叔章的女兒方備結婚。1941年，返回昆明。1943年，受蔣廷黻推薦到重慶，和蔣經國、李惟果一同籌辦中央青年干部学校，任副教務長，主要負責招生工作。1944年，離開幹校，到沙坪壩中央大学政治系任教。1945年，抗戰勝利後，應資源委員會的錢昌照邀請，至南京任考試院銓叙部參事，為工礦企業的人事行政草擬法令。1947年3月，參加考試院組織的代表團，赴歐洲考察，團長是范揚。
1948年春，返回南京後，隨錢昌照到台灣視察。夏，應樓、王邀請到北京大学政治学系任教，同時應高名凱邀請在燕京大學政治系兼課。北京被圍時，儲安平和樓、王常到龔家討論時事。
1949年1月，北平和平解放後，被中共團結爭取。12月，經錢端升介紹，到中共中央政法委参事室工作，政法委秘書長是陶希晉。1950年，到武漢參加土地改革工作隊。隔年，返回北京，進入中央政法幹部學校国家法教研室，與陳盛清同事。
1954年，北京大学法律系恢复後，陳守一任主任，回到北大任教。1957年，大鳴大放，參與批判陳體強、錢端升。并於同年加入中國民主同盟。1963年，到湖北江陵搞四清和社會主義教育運動。1966年，文革開始，6月18日，挂牌游街，抄家，關進北大牛棚。1968年，随北大师生被发往江西省鲤鱼洲农场教育改造。
1971年，林彪事件之後返回北京，在北大法律系编译室从事翻译工作。1980年，返回教育崗位，为北京大学法律系77级、79级学生授课，讲授《外国宪法》、《比较宪法》。發起成立中國政治學會，任常務理事。1982年，开始在北京大学法律系招收研究生。
1980年代，龚祥瑞在北京大学任教时的学生中，包括李克强、姜明安、王绍光等人致力於当代宪法和行政法学说与制度的引进，由此成为中国比较行政法学的奠基人。
1996年9月3日，龚祥瑞在北京大学医院逝世。

## 著作

### 专著
- 龚祥瑞、楼邦彦，欧美员吏制度，世界书局，1934年
- 龚祥瑞，北平市民营公用事业之监督，国立清华大学本科毕业论文，1935年
- 龚祥瑞、罗豪才、吴撷英，西方国家的司法制度，北京大学出版社，1980年
- 龚祥瑞，英国行政机构和文官制度，人民出版社，1983年
- 龚祥瑞，比较宪法与行政法，法律出版社，1985年
  - 龚祥瑞，比较宪法与行政法，法律出版社，2003年
- 龚祥瑞，文官制度，人民出版社，1985年
- 龚祥瑞，法与宪法近论，北京大学法律系，1992年
- 龚祥瑞，盲人奥里翁：龚祥瑞自传，北京大学出版社，2011年

### 主编
- 龚祥瑞主编，法治的理想与现实，中国政法大学出版社，1993年
- 龚祥瑞主编，宪政的理想与现实——宪法与宪政研究文集，中国人事出版社，1995年

### 译著
- 〔英〕W. Ivor·詹宁斯 著，龚祥瑞、侯健译，贺卫方校，法与宪法，三联书店，1997年
- 〔英〕丹宁勋爵 著，龚祥瑞等译，法律的训诫，群众出版社，1985年
- 〔英〕丹宁勋爵 著，龚祥瑞等译，法律的界碑
- 〔英〕丹宁勋爵 著，龚祥瑞等译，法律的正当程序
- 〔英〕丹宁勋爵 著，龚祥瑞等译，法律的未来